# Bellecombe
Bellecombe és un municipi francès situat al departament del Jura i a la regió de Borgonya - Franc Comtat. L'any 2007 tenia 92 habitants.

## Demografia

### Població
El 2007 la població de fet de Bellecombe era de 92 persones. Hi havia 32 famílies de les quals 8 eren unipersonals (8 homes vivint sols), 8 parelles sense fills i 16 parelles amb fills.
La població ha evolucionat segons el següent gràfic:
Habitants censats

### Habitatges
El 2007 hi havia 73 habitatges, 33 eren l'habitatge principal de la família, 36 eren segones residències i 4 estaven desocupats. 65 eren cases i 7 eren apartaments. Dels 33 habitatges principals, 22 estaven ocupats pels seus propietaris, 5 estaven llogats i ocupats pels llogaters i 6 estaven cedits a títol gratuït; 1 tenia dues cambres, 4 en tenien tres, 7 en tenien quatre i 21 en tenien cinc o més. 22 habitatges disposaven pel capbaix d'una plaça de pàrquing. A 15 habitatges hi havia un automòbil i a 16 n'hi havia dos o més.

### Piràmide de població
La piràmide de població per edats i sexe el 2009 era:
| Homes | Edats   | Dones |
| ----- | ------- | ----- |
| 0     | 95 o +  | 0     |
| 0     | 90 a 94 | 0     |
| 0     | 85 a 89 | 0     |
| 0     | 80 a 84 | 0     |
| 4     | 75 a 79 | 4     |
| 0     | 70 a 74 | 8     |
| 4     | 65 a 69 | 0     |
| 0     | 60 a 64 | 0     |
| 4     | 55 a 59 | 4     |
| 0     | 50 a 54 | 0     |
| 4     | 45 a 49 | 0     |
| 4     | 40 a 44 | 8     |
| 12    | 35 a 39 | 4     |
| 0     | 30 a 34 | 0     |
| 0     | 25 a 29 | 0     |
| 8     | 20 a 24 | 0     |
| 0     | 15 a 19 | 12    |
| 12    | 10 a 14 | 0     |
| 4     | 5 a 9   | 8     |
| 0     | 0 a 4   | 0     |

## Economia
El 2007 la població en edat de treballar era de 55 persones, 42 eren actives i 13 eren inactives. De les 42 persones actives 41 estaven ocupades (21 homes i 20 dones) i 1 aturada (1 dona i 1 dona). De les 13 persones inactives 3 estaven jubilades, 7 estaven estudiant i 3 estaven classificades com a «altres inactius».
Activitats econòmiques
Dels 5 establiments que hi havia el 2007, 1 era d'una empresa de construcció, 3 d'empreses d'hostatgeria i restauració i 1 d'una empresa classificada com a «altres activitats de serveis».
L'únic servei als particulars que hi havia el 2009 era un paleta.
L'any 2000 a Bellecombe hi havia 8 explotacions agrícoles que ocupaven un total de 512 hectàrees.

## Poblacions més properes
El següent diagrama mostra les poblacions més properes.